# Киргизско-кувейтские отношения
Киргизско-кувейтские отношения — двусторонние дипломатические отношения между Кыргызстаном и Кувейтом. Государства являются членами Организации Объединённых Наций (ООН).

## История
Дипломатические отношения между Кыргызстаном и Кувейтом были установлены 17 декабря 1994 года.
Посольство Кыргызстана было открыто в 2013 году. Посольства Кувейта в Кыргызстане нет.

## Визиты
В июле 2023 года президент Садыр Жапаров встретился с наследным принцем.

## Торговля
Объём двухсторонней торговли в 2021 году был около 667 тыс долларов.